# ТЕС Джебель-Алі
25°2′42″ пн. ш. 55°6′22″ зх. д. / 25.04500° пн. ш. 55.10611° зх. д.
ТЕС Джебель-Алі – теплова електростанція на північному сході Об’єднаних Арабських Еміратів, розташована за два десятки кілометрів на південний захід від центральної частини міста Дубай. Найпотужніщий електроенергетичний майданчик країни.
Споруджені в 1961-1973 роках перші централізовані енергогенеруючі потужності емірату Дубай, відомі як «станція А» та «станція В», використовували генераторні установки з дизельними двигунами. Далі у 1974-му в місті Дубай запрацювала газотурбінна ТЕС Сатва («станція С»). Нарешті, в 1979-му зі спорудження «станції D» почався розвиток найпотужнішого в еміраті (а наразі і у всій країні) генеруючого майданчику в Джебель-Алі. Перша черга «станції D» мала п’ять парових турбін потужністю по 68 МВт, до яких в 1984-му додали ще три з показниками по 70 МВт. У проміжку між двома конденсаційними чергами, в 1982-му та 1983-му, на майданчику також запустили дві встановлені на роботу у вікритому циклі газові турбіни потужністю по 40 МВт, призначені для покриття пікових навантажень. За два десятки років другу чергу «станції D» перетворили на парогазову комбінованого циклу, для чого змонтували три газові турбіни потужністю по 132,3 МВт, які через котли-утилізатори почали живити старі парові.
Починаючи з 1989-го в Джебель-Алі почалось введення об’єктів «станції Е». До 1991-го тут запустили три встановлені на роботу у відкритому циклі газові турбіни потужністю по 84 МВт, які в 1997-му задіяли для створення комбінованого циклу – їх доповнили однією паровою турбіною з показником 58 МВт (доволі незначна потужність останнього компоненту пояснюється тим, що з самого початку від котлів-утилізаторів вже живились установки опріснення води). Ще дві газові турбіни потужністю по 87 МВт ввели в експлуатацію у 1992-му. В цьому випадку парогазовий цикл створили навіть швидше – у 1996-му додали два котла-утилізатора та одну парову турбіну з показником 105 МВт. 
У 1993 – 1994 роках на майданчику запустили чотири газові турбіни «станції G» потужністю  по 114 МВт. В 1996-му до них додали п’яту з показником 121 МВт, а наступного року всі газові турбіни стали частиною комбінованого парогазового циклу, котрий включив також дві парові турбіни потужністю по 70 МВт (в цьому випадку також можливо відзначити, що вже при запуску перших чотирьох газових турбін вони були доповнені котлами-утилізаторами, котрі живили установки опріснення).
В 2002 – 2003 роках став до ладу парогазовий блок «станції К», котрий має три газові турбіни потужністю по 187 МВт, які через відповідну кількість котлів-утилізаторів живлять дві парові турбіни з показниками по 135 МВт.
«Станція L» складається із двох парогазових блоків. Перший з них потужністю 861 МВт став до ладу в 2006 -2007 роках. Він має три газові турбіни по 183 МВт, які живлять дві парові турбіни по 156 МВт. Компоненти другого блоку загальною потужністю 1333 МВт запускали з 2007-го по 2010-й. Це були 4 газові турбіни потужністю по 235 МВт, які через відповідну кількість котлів-утилізаторів живлять дві парові турбіни з показниками по 196 МВт.
Наразі останнім компонентом майданчика стала «станція М», запуск турбін якої тривав з 2010 по 2013 роки. В результаті були створені три парогазові блоки, кожен з яких має дві газові турбіни потужністю по 255 МВт, які через котли-утилізатори живлять одну парову турбіну з показником 218 МВт. А в 2019-му «станцію М» підсилили четвертим блоком, котрий має дві газові турбіни по 263,5 МВт та одну парову потужністю 173 МВт.
Всього станом на кінець 2010-х загальна потужність майданчику у складі станцій D, E, G, K, L та M досягла 8243 МВт.
Як паливо ТЕС Джебель-Алі споживає природний газ, котрий з 1980-го постачав розташований поряд перший (та наразі єдиний) дубайський газопереробний завод Джебель-Алі. А з 2001-го до емірату Дубай також почало надходити блакитне паливо з емірату Абу-Дабі, для чого використовується трубопровід Макта – Джебель-Алі (з 2007-го по цьому ж газопроводу може транспортуватись природний газ катарського походження).
Станція розташована на узбережжі Перської затоки та використовує для охолодження морську воду.
Зв’язок з енергосистемою відбувається по ЛЕП, котрі працюють з напругою до 400 кВ.

## Опріснення води
Як і багато інших електростанцій ОАЕ, майданчик Джебель-Алі працює як інтегрований проект, де залишкове тепло спрямовується на виробництво прісної води. Наразі його окремі складові мають наступну потужність з опріснення:
- для «станції D» – 132,5 млн літрів на добу. При цьому п’ять ліній з добовим показником 12,1 млн літрів кожна ввели разом з першою чергою, а ще три лінії по 24 млн літрів додали із запуском другої черги;
- для «станції E» – 113,7 млн літрів на добу, які забезпечують введені разом з першою чергою 4 лінії опріснення;
- для «станції G» – 272,8 млн літрів на добу. Майже весь об’єм забезпечують запущені одночасно з першою чергою вісім ліній загальною потужністю 241 млн літрів на добу, а залишок припадає на ще одну лінію, котра почала роботу в 2000 році;
- для «станції К» – 318 млн літрів на добу, котрі продукують сім ліній опріснення;
- для «станції L» – 568 млн літрів на добу, котрі продукують сім ліній опріснення (з них п’ять загальною продуктивністю 318 млн літрів на добу стали до ладу разом із газовими турбінами першого парогазового блоку, а ще чотири сукупною добовою потужністю 250 млн літрів запустили одночасно із газовими турбінами другого парогазового блоку);
- для «станції М» – 636 млн літрів на добу. Всі вісім необхідних для цього ліній запустили при відкритті «станції М» в 2013 році.
Таким чином, загальна потужність майданчику Джебель-Алі по виробництву прісної води наприкінці 2010-х досягла 2,04 млрд літрів на добу.